# Leuglay
Leuglay är en kommun i departementet Côte-d'Or i regionen Bourgogne-Franche-Comté i östra Frankrike. Kommunen ligger i kantonen Recey-sur-Ource som tillhör arrondissementet Montbard. År 2022 hade Leuglay 294 invånare.

## Befolkningsutveckling
Antalet invånare i kommunen Leuglay
Referens:INSEE